# 2002년 동계 올림픽 네덜란드 선수단
2002년 동계 올림픽 네덜란드 선수단은 2002년 2월 8일부터 2월 24일까지 미국 솔트레이크시티에서 열린 2002년 동계 올림픽에 참가한 올림픽 네덜란드 선수단이다.

## 메달 집계
| 종목 | 1 | 2 | 3 | 합계 |
| 종목 | ' | ' | ' | '    |
| 종목 | ' | ' | ' | '    |
| 종목 | ' | ' | ' | '    |
| 합계 | ' | ' | ' | '    |

## 종목별 성적

### 스피드스케이팅
남자
- 요험 아위트데하허
- 헤라르트 판 펠더